# 仓集镇
仓集镇，原是中华人民共和国江苏省宿迁市宿城区下辖的一个乡镇级行政单位。2017年撤销，并入洋河镇。

## 行政区划
仓集镇下辖以下地区：
仓集社区、张码村、夏洼村、六里棚村、河西庄村、梁周村、邱夏村、罗庄村、学校村、闸圩村和李楼村。